# 別廖佐夫卡區 (彼爾姆邊疆區)

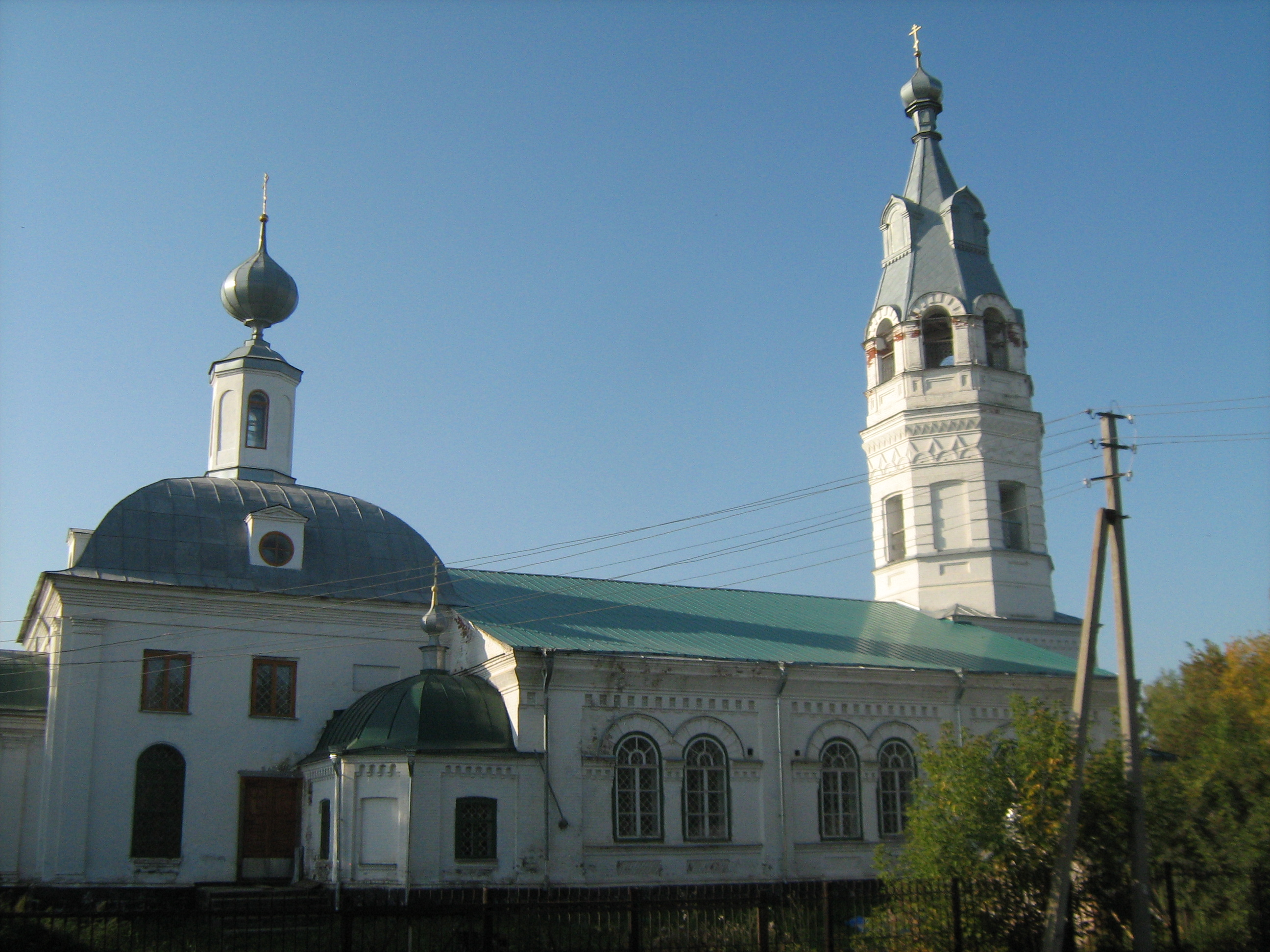

57°36′22″N 57°18′37″E / 57.60611°N 57.31028°E
別廖佐夫卡區（俄语：Берёзовский район），是俄羅斯的一個區，位於該國中西部，由彼爾姆邊疆區負責管轄，始建於1924年2月27日，面積1,977平方公里，2010年人口17,042，人口密度每平方公里8.62人。